# Lincoln (2012.)
Lincoln (eng. Lincoln) je američka povijesna drama iz 2012. godine koju je režirao i producirao Steven Spielberg, a u kojoj su glavne uloge ostvarili Daniel Day-Lewis kao američki predsjednik Abraham Lincoln i Sally Field kao njegova supruga Mary Todd Lincoln. Djelomično je film temeljen na Lincolnovoj biografiji Team of Rivals: The Political Genius of Abraham Lincoln autorice Doris Kearns Goodwin, a pokriva posljednja četiri mjeseca Lincolnova života, fokusirajući se na njegove napore da u siječnju 1865. godine progura Trinaesti amandman u Ustav SAD-a u Predstavničkom domu.
Snimanje filma započelo je 17. listopada 2011. godine, a završilo 19. prosinca 2011. godine. Svoju premijeru film je imao 8. listopada 2012. godine na filmskom festivalu u New Yorku. U ograničenu kino distribuciju film je krenuo 9. studenog, a tjedan dana kasnije zaigrao je i u ostatku kina u SAD-u. U Velikoj Britaniji film se u kinima započeo prikazivati 25. siječnja 2013. godine, a u Hrvatskoj tjedan dana kasnije - 31. siječnja.
Film Lincoln dobio je hvalospjeve kritičara od kojih je posebno hvaljena gluma Daniela Daya-Lewisa. U prosincu 2012. godine film je dobio 7 nominacija za nagradu Zlatni globus uključujući one u kategorijama najboljeg filma (drama), najboljeg redatelja i najboljeg glavnog glumca - nagradu koju je u konačnici i osvojio. Film je također dobio i 12 nominacija za prestižnu filmsku nagradu Oscar uključujući one za najbolji film, redatelja, glavnog glumca (Day-Lewis), sporednog glumca (Tommy Lee Jones) i sporednu glumicu (Field). Uz sve to, film je također bio i komercijalni uspjeh do danas zaradivši preko 180 milijuna dolara na svjetskim kino blagajnama.

## Vanjske poveznice
- Lincoln u internetskoj bazi filmova IMDb-a
- Lincoln na Box Office Mojo
- Lincoln: Upoznajte glumačku ekipu  Arhivirana inačica izvorne stranice od 12. siječnja 2014. (Wayback Machine) u magazinu Entertainment Weekly
- Lincoln's Last Days: Short Film and Original Historical Manuscripts  Arhivirana inačica izvorne stranice od 28. rujna 2015. (Wayback Machine) Shapell Manuscript Foundation